# Nəcəfəlidizə
Nəcəfəlidizə è un comune dell'Azerbaigian situato nel distretto di Babək.